# Євстратій (Зоря)
Євстратій (в миру Зоря Іван Володимирович; 21 жовтня 1977, Черкаси) — архієрей Православної церкви України (до 15 грудня 2018 року — Української православної церкви Київського патріархату), митрополит Білоцерківський, речник Священного синоду, заступник голови Управління зовнішніх церковних зв'язків ПЦУ (УЗЦЗ ПЦУ). У минулому — керівник Інформаційного відділу Київської патріархії, секретар Священного синоду УПЦ КП.

## Життєпис
Народився 21 жовтня 1977 року в Черкасах. Закінчив Черкаську загальноосвітню школу №28 (1994).
1994 року вступив до Київської духовної семінарії УПЦ Київського патріархату, а після закінчення 1997 року — до Київської духовної академії.
Після завершення навчання 2001 р. захистив дисертацію та тему «Український екзархат РПЦ (1944–1966 рр.)» та отримав науковий ступінь кандидата богослов'я. Викладач КДАіС (нині — Київської православної богословської академії), з 2008 р. — доцент КПБА.
1992—1996 — іподиякон єпископа Черкаського і Чигиринського Нестора (Куліша). 1997—1998 — іподиякон Патріарха Київського і всієї Руси-України Філарета. 1997 року вступив до братії Свято-Михайлівського Золотоверхого монастиря міста Києва. З благословення Патріарха 12 квітня 1998 р. пострижений у чернецтво з іменем Євстратій. 16 квітня 1998 року висвячений на ієродиякона, 4 червня 2000 року — на ієромонаха. Призначений штатним священником Михайлівського Золотоверхого собору.
1 листопада 2002 року призначений прессекретарем Київської патріархії. 28 квітня 2003 року отримав сан ігумена, 4 лютого 2007 р. — сан архимандрита.

### Єпископське служіння
13 травня 2008 р. Священним синодом обраний поставлений бути єпископом Васильківським, вікарієм Київської єпархії, з призначенням бути головою Інформаційно-видавничого управління Київської патріархії. 25 травня 2008 р. відбулася хіротонія архимандрита Євстратія на єпископа Васильківського, очолив хіротонію Святійший Патріарх Київський і всієї Руси-України Філарет (Денисенко), якому співслужили архієпископи Кіровоградський і Голованівський Серафим (Верзун), Білоцерківський Олександр (Решетняк), Переяслав-Хмельницький Димитрій (Рудюк), єпископи Черкаський і Чигиринський Іоан (Яременко), Тернопільський і Бучацький Нестор (Писик), Полтавський і Кременчуцький Федір (Бубнюк), Чернігівський і Ніжинський Іларіон (Процик) і єпископ Феодосій (Пайкуш).
З травня 2011 р. — єпископ Богуславський. З липня 2010 р. — секретар Священного синоду УПЦ КП. 23 січня 2012 року призначений керівником Чернігівською єпархією УПЦ КП з піднесенням до сану архієпископа. 28 червня 2013 року, в зв'язку зі змінами до Статуту про управління УПЦ КП, став постійним членом Священного синоду за посадою. Представник Київського патріархату при міжнародних Європейських інституціях. Представник Київської патріархії у Верховній Раді України.
15 грудня 2018 року разом з усіма іншими архієреями УПЦ КП взяв участь у Об'єднавчому соборі в храмі Святої Софії. 5 лютого 2019 року митрополит Київський і всієї України Епіфаній призначив владику Євстратія до складу першого Священного синоду Православної церкви України. 6 березня 2019 року рішенням Митрополита Київського Епіфанія був призначений заступником голови Управління зовнішніх церковних зв'язків Православної церкви України
Був головним редактором газети «Голос православ'я», офіційного друкованого видання Української православної церкви Київського патріархату. Вільно володіє англійською мовою.
12 березня 2021 року разом із настоятелем ПЦУ митрополитом Епіфанієм зустрівся із американським дипломатом Куртом Волкером. 19 березня 2021 року був присутнім на інтронізації митрополита Халкідонського Еммануїла (Адамакіса). 21 березня 2021 року, разом з ієрархами Константинопольського та Александрійського патріархатів, взяв участь у хіротонії новообраного митрополита Сорокацерковного Андрія (Софіанопулоса), яку очолив Патріарх Константинопольський Варфоломій (Арходоніс).
2 лютого 2023 року був призначений правлячим архиєреєм новоствореної Білоцерківської єпархії в адміністративних межах Білоцерківського району Київської області. Того ж дня митрополит Епіфаній возвів владику Євстратія у сан митрополита.

## Нагороди
- Орден «За заслуги» II ст. (22 липня 2008) — за вагомий особистий внесок у розвиток духовності в Україні, багаторічну плідну церковну діяльність та з нагоди 1020-річчя хрещення Київської Русі[10]
- орден «За заслуги» III ст. (20 серпня 2007) — за значний особистий внесок у соціально економічний, культурний розвиток Української держави, вагомі трудові досягнення та з нагоди 16-ї річниці незалежності України[11]
- орден Святого Рівноапостольного князя Володимира Великого III ст. (2004)
- орден великомученика Юрія Переможця (2006)
- орден святих рівноапостольних Кирила і Мефодія (2007)[4]
- Золотий Хрест давнього патріаршого Ордена преподобного Сави Освяченого (Олександрійський патріархат)[12]